# رام ستراوس
رام ستراوس (بالعبرية: רם שטראוס‏) (28 أبريل 1992 في إسرائيل - ) هو لاعب كرة قدم إسرائيلي في مركز حراسة المرمى. شارك مع منتخب إسرائيل تحت 17 سنة لكرة القدم ‏ ومنتخب إسرائيل تحت 18 سنة لكرة القدم ‏ ومنتخب إسرائيل تحت 19 سنة لكرة القدم ومنتخب إسرائيل تحت 21 سنة لكرة القدم. أما مع النوادي، فقد لعب مع مكابي أخاء الناصرة ونادي هبوعيل إيروني كريات شمونة ونادي هبوعيل تل أبيب ونيا سلاميس فاماغوستا وHapoel Ramat Gan Givatayim F.C. ‏ وMaccabi Ironi Bat Yam F.C. ‏ وبولي تيميشوارا ‏.

## وصلات خارجية
- رام ستراوس على موقع قاعدة بيانات كرة القدم.إي يو (الإنجليزية)
- رام ستراوس على موقع Soccerway.com (الإنجليزية)